# Echipa națională de fotbal a Norvegiei
Echipa națională de fotbal a Norvegiei este echipa națională de fotbal a Norvegiei și se află sub controlul Asociației Norvegiene de Fotbal (NFF). Norvegia s-a calificat pentru campionatul mondial de fotbal în 1938, 1994 și 1998, a reușit să ajungă la campionatul european de fotbal pentru prima dată în 2000, și a obținut  medalia de bronz la Jocurile Olimpice din 1936.

## Istorie
Echipa națională a Norvegiei a jucat pentru prima dată un meci oficial în 1908, împotriva Suedia, un meci unde Norvegia a pierdut cu un scor destul de mare, 11-3. Echipa a avut un început dificil, jucând 27 de meciuri înainte de a obține prima victorie în 1918, împotriva Danemarcei. Totuși, în anii următori echipa a avut un progres remarcabil, și când a ajuns la Jocurile Olimpice din 1936, chiar a făcut spectacol, învingând Germania 2-0, cu Hitler însuși la stadion. Până la urmă, echipa a obținut medalia de bronz. În 1938 Norvegia s-a calificat pentru prima oră la campionatul mondial, după ce a trecut de Irlanda, dar a fost eliminată de Italia în prima fază a competiției.
După Al doilea război mondial, echipa a trebuit reconstruită, și n-a fost în stare să revină la nivelul pe care l-a avut în trecut. Mulți ani au urmat, unde Norvegia a ratat calificare după calificare atât pentru campionatul mondial, cât și pentru campionatul european (inițial 1960). Deși în mare parte a mers prost pentru echipă, din când în când a obținut rezultate bune, de exemplu când în 1979 a învins pe Germania de Vest și s-a calificat pentru jocuri olimpice în 1980. Din păcate pentru echipa norvegiană, jocul a avut loc în Moscova, Uniunea Sovietică, și a coincis cu invazia sovietică din Afghanistan, rezultând într-un boicot al jocului din partea Norvegiei. Așadar a fost un pic ironic că Norvegia a primit un loc la jocurile olimpice 1984 în Los Angeles, când ei în schimb au experimentat un mare boicot din partea sovietică.
În 1990 însă, o schimbare a avut loc care s-a dovedit foarte importantă, când Egil Olsen a devenit antrenor pentru Norvegia. Sub Olsen, Norvegia s-a bucurat de cea mai bună perioadă care a existat vreodată și a devenit într-adevăr o forță în fotbalul internațional, chiar dacă n-a ajuns la campionatul european pentru 1992 sau 1996. Dar pentru turneului final al Campionatul Mondial din 1994 Norvegia s-a calificat, pentru prima dată după 1938 ajungând la un campionat mondial. Pe drumul spre campionat, Norvegia a învins echipe de calitate, precum Țările de Jos, Anglia și  Polonia. În 1993, Norvegia a ajuns la locul doi pe clasamentul FIFA, deci a fost recunoscută ca o echipă foarte puternică.
Totuși, campionatul de 1994 a fost a dezamăgitor pentru Norvegia, fiindcă echipa n-a trecut nici măcar de runda 1. Grupa unde Norvegia s-a aflat a fost extrem de echilibrată, fiecare dintre cele patru echipe în grup obținând 4 puncte, cu Norvegia eliminată deoarece a marcat doar un singur gol în competiție. Norocul n-a fost de partea Norvegiei nici când au ratat calificarea pentru campionatul european anul următor, dar calificarea pentru campionatul mondial 1998 a mers ușor. A fost al doilea campionat mondial consecutiv la care Norvegia a ajuns.

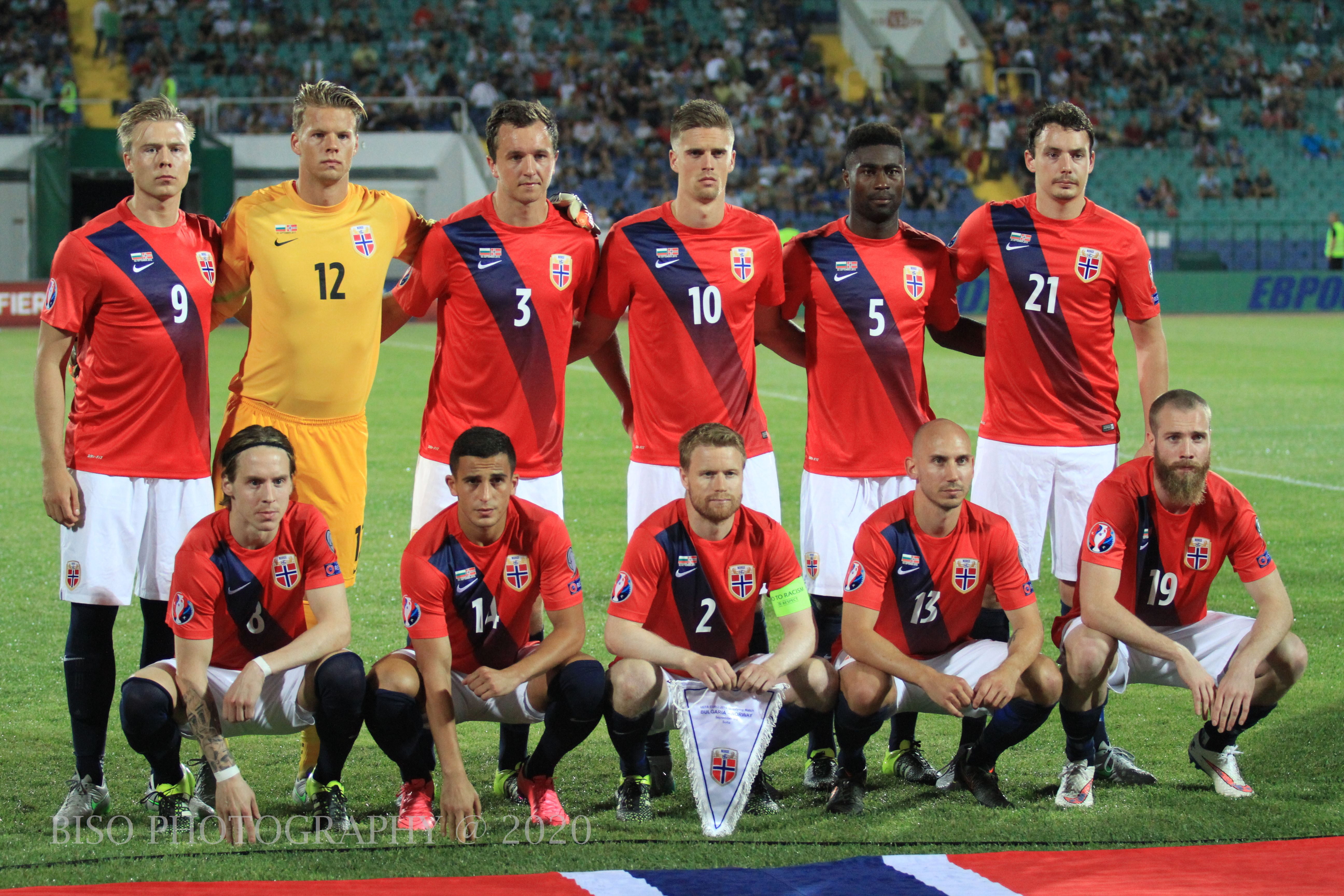
Echipa națională de fotbal a Norvegiei în 2015.

Spre deosebire de performanța lor în 1994, Norvegia a reușit să meargă mai departe în 1998, în primul rând datorând o victorie înregistrată în fața Brazilia, un șoc, considerând că Brazilia a fost la ora actuală campioană mondială. Italia însă a dat norvegienii afară în șaisprezecimi, cu un scor de 1-0. Meciul a marcat și capătul domniei lui Egil Olsen, care s-a retras, fiind urmărit de asistentul său, Nils Johan Semb.
Chiar dacă sub Semb, Norvegia s-a calificat pentru campionatul european 2000 (prima dată când echipa a ajuns la o ediție din aceeași competiție) el n-a reușit să recreeze succesul lui Olsen. Campionatul european 2000 a reprezentat un eșec pentru echipă, care a ratat calificarea în sferturile de finală după un egal 0-0 cu Slovenia, o echipă considerată mai slabă decât Norvegia, și un gol târziu marcat de Spania, un rival de grup. Semb a fost criticat pentru că Norvegia a jucat doar pentru acest egal slab, după când el a auzit că Spania a fost condusă de Iugoslavia.
După dezamăgirea în campionatul european, Norvegia a ratat suprinzător calificarea pentru Campionatul Mondial de Fotbal 2002, când a terminat pe locul patru într-o grupă considerată cam slabă. Semb a mai fost criticat, dar a rămas antrenor. În campania pentru calificarea Campionatul European de Fotbal 2004 Norvegia a reușit să ajungă pe locul doi în grupul de calificare, care a rezultat într-o întâlnire cu Spania, în doi meci pentru determinarea calificării la campionatul european. Norvegia a reușit o înfrângere 2-1 destul de respectabilă în deplasare, dar a pierdut acasă 0-3 după un meci dezastruos. Semb s-a retras, și a fost urmărit de Åge Hareide, un antrenor de succes la nivelul cluburi.
Sub Hareide Norvegia a început bine, dar în calificarea pentru campionatul mondial 2006, Norvegia încă o dată a ajuns pe locul doi și a trebuit să joace împotriva unui nou adversar, (Cehia în acest caz) pentru calificare. Din nou Norvegia a pierdut două meciuri (pierdut 1-0 acasă și în deplasare, și a ratat al treilea campionat consecutiv).

## Participări la Campionatul Mondial
| Anul        | Runda            | Poziția          | MJ               | V                | E                | Î                | GM               | GP               |
| ----------- | ---------------- | ---------------- | ---------------- | ---------------- | ---------------- | ---------------- | ---------------- | ---------------- |
| 1930        | Nu a participat  | Nu a participat  | Nu a participat  | Nu a participat  | Nu a participat  | Nu a participat  | Nu a participat  | Nu a participat  |
| 1934        | Nu a participat  | Nu a participat  | Nu a participat  | Nu a participat  | Nu a participat  | Nu a participat  | Nu a participat  | Nu a participat  |
| 1938        | Optimi           | 12               | 1                | 0                | 0                | 1                | 1                | 2                |
| 1950        | Nu a participat  | Nu a participat  | Nu a participat  | Nu a participat  | Nu a participat  | Nu a participat  | Nu a participat  | Nu a participat  |
| 1954 - 1990 | Nu s-a calificat | Nu s-a calificat | Nu s-a calificat | Nu s-a calificat | Nu s-a calificat | Nu s-a calificat | Nu s-a calificat | Nu s-a calificat |
| 1994        | Faza Grupelor    | 17               | 3                | 1                | 1                | 1                | 1                | 1                |
| 1998        | Optimi           | 15               | 4                | 1                | 2                | 1                | 5                | 5                |
| 2002 - 2014 | Nu s-a calificat | Nu s-a calificat | Nu s-a calificat | Nu s-a calificat | Nu s-a calificat | Nu s-a calificat | Nu s-a calificat | Nu s-a calificat |
| Total       | 3/20             |                  | 8                | 2                | 3                | 3                | 7                | 8                |

## Participări la Campionatul European

### Campionatul European de Fotbal
| Anul        | Runda            | Poziția          | MJ               | V                | E*               | Î                | GM               | GP               |                  |
| ----------- | ---------------- | ---------------- | ---------------- | ---------------- | ---------------- | ---------------- | ---------------- | ---------------- | ---------------- |
| 1960 - 1996 | Nu s-a calificat | Nu s-a calificat | Nu s-a calificat | Nu s-a calificat | Nu s-a calificat | Nu s-a calificat | Nu s-a calificat | Nu s-a calificat | Nu s-a calificat |
| 2000        | Faza Grupelor    | 9                | 3                | 1                | 1                | 1                | 1                | 1                |                  |
| 2004 - 2012 | Nu s-a calificat | Nu s-a calificat | Nu s-a calificat | Nu s-a calificat | Nu s-a calificat | Nu s-a calificat | Nu s-a calificat | Nu s-a calificat |                  |
| Total       | 1/15             |                  | 3                | 1                | 1                | 1                | 1                | 1                |                  |

## Lotul actual
Lotul de jucători pentru meciurile din Liga Națiunilor UEFA cu Slovenia   și Kazahstan   din 14 și 17 noiembrie 2024.
Actualizat la 13 octombrie 2024, după meciul cu Austria.
| Nr. | Poz. | Jucător                       | Data nașterii (vârsta) | Selecții | Goluri | Club                    |
| --- | ---- | ----------------------------- | ---------------------- | -------- | ------ | ----------------------- |
|     | P    | Egil Selvik                   | 30 iulie 1997          | 2        | 0      | Haugesund               |
|     | P    | Mathias Dyngeland             | 7 octombrie 1995       | 1        | 0      | Brann                   |
|     | P    | Viljar Myhra                  | 21 iulie 1996          | 0        | 0      | OB                      |
|     |      |                               |                        |          |        |                         |
|     | F    | Julian Ryerson                | 17 noiembrie 1997      | 28       | 0      | Borussia Dortmund       |
|     | F    | Leo Skiri Østigård            | 28 noiembrie 1999      | 26       | 1      | Rennes                  |
|     | F    | Marcus Holmgren Pedersen      | 16 iulie 2000          | 25       | 0      | Torino                  |
|     | F    | Stian Rode Gregersen          | 17 mai 1995            | 8        | 0      | Atlanta                 |
|     | F    | Sondre Langås                 | 2 februarie 2001       | 1        | 0      | Viking                  |
|     | F    | Torbjørn Heggem               | 12 ianuarie 1999       | 1        | 0      | West Bromwich Albion    |
|     | F    | Colin Rösler                  | 22 aprilie 2000        | 0        | 0      | Malmö                   |
|     | F    | Warren Kamanzi                | 11 noiembrie 2000      | 0        | 0      | Toulouse                |
|     |      |                               |                        |          |        |                         |
|     | M    | Martin Ødegaard (căpitan)     | 17 decembrie 1998      | 61       | 3      | Arsenal                 |
|     | M    | Sander Berge                  | 14 februarie 1998      | 50       | 1      | Fulham                  |
|     | M    | Patrick Berg                  | 24 noiembrie 1997      | 29       | 0      | Bodø/Glimt              |
|     | M    | Kristian Thorstvedt           | 13 martie 1999         | 29       | 4      | Sassuolo                |
|     | M    | Morten Thorsby                | 5 mai 1996             | 22       | 0      | Genoa                   |
|     | M    | Antonio Nusa                  | 17 aprilie 2005        | 11       | 1      | RB Leipzig              |
|     | M    | Jens Petter Hauge             | 12 octombrie 1999      | 10       | 0      | Bodø/Glimt              |
|     | M    | Aron Dønnum                   | 20 aprilie 1998        | 10       | 1      | Toulouse                |
|     | M    | Felix Horn Myhre              | 4 martie 1999          | 3        | 1      | Brann                   |
|     | M    | Lasse Berg Johnsen            | 18 iulie 1999          | 0        | 0      | Malmö                   |
|     |      |                               |                        |          |        |                         |
|     | A    | Alexander Sørloth             | 5 decembrie 1995       | 57       | 20     | Atlético Madrid         |
|     | A    | Erling Haaland (vice-căpitan) | 21 iulie 2000          | 37       | 34     | Manchester City         |
|     | A    | Jørgen Strand Larsen          | 6 februarie 2000       | 17       | 3      | Wolverhampton Wanderers |

### Convocări recente
Următorii jucători au fost convocați la naționala Norvegiei în ultimele 12 luni.
| Poz. | Jucător               | Data nașterii (vârsta) | Selecții | Goluri | Club            | Ultima convocare                   |
| ---- | --------------------- | ---------------------- | -------- | ------ | --------------- | ---------------------------------- |
| P    | Ørjan Nyland          | 10 septembrie 1990     | 58       | 0      | Sevilla         | v. Austria, 13 October 2024 INJ    |
|      |                       |                        |          |        |                 |                                    |
| F    | David Møller Wolfe    | 23 aprilie 2002        | 8        | 0      | AZ              | v. Slovenia, 14 November 2024 INJ  |
| F    | Andreas Hanche-Olsen  | 17 ianuarie 1997       | 21       | 0      | Mainz 05        | v. Austria, 13 October 2024 INJ    |
| F    | Kristoffer Ajer       | 17 aprilie 1998        | 39       | 1      | Brentford       | v. Austria, 13 October 2024 INJ    |
| F    | Fredrik André Bjørkan | 21 august 1998         | 14       | 1      | Bodø/Glimt      | v. Austria, 9 September 2024       |
| F    | Jostein Gundersen     | 2 aprilie 1996         | 2        | 0      | Bodø/Glimt      | v. Austria, 9 September 2024       |
| F    | Jesper Daland         | 6 ianuarie 2000        | 0        | 0      | Cardiff City    | v. Kazahstan, 6 September 2024 INJ |
| F    | Fredrik Sjøvold       | 17 august 2003         | 0        | 0      | Bodø/Glimt      | v. Kazahstan, 6 September 2024 INJ |
|      |                       |                        |          |        |                 |                                    |
| M    | Hugo Vetlesen         | 29 februarie 2000      | 6        | 1      | Club Brugge     | v. Slovenia, 14 November 2024 INJ  |
| M    | Osame Sahraoui        | 11 iunie 2001          | 1        | 0      | Lille           | v. Kazahstan, 6 September 2024     |
| M    | Oscar Bobb            | 12 iulie 2003          | 8        | 2      | Manchester City | v. Danemarca, 8 June 2024 INJ      |
| M    | Andreas Schjelderup   | 1 iunie 2004           | 1        | 0      | Benfica         | v. Danemarca, 8 June 2024          |
| M    | Mohamed Elyounoussi   | 4 august 1994          | 55       | 10     | Copenhagen      | v. Slovacia, 26 March 2024         |
| M    | Ola Solbakken         | 7 septembrie 1998      | 11       | 1      | Empoli          | v. Scoția, 19 November 2023        |
|      |                       |                        |          |        |                 |                                    |
| A    | Sindre Walle Egeli    | 21 iunie 2006          | 1        | 0      | Nordsjælland    | v. Austria, 9 September 2024       |
| A    | Erik Botheim          | 10 ianuarie 2000       | 1        | 0      | Malmö FF        | v. Danemarca, 8 June 2024          |
| A    | Bård Finne            | 13 februarie 1995      | 4        | 1      | Brann           | v. Scoția, 19 November 2023        |

## Recorduri individuale all-time

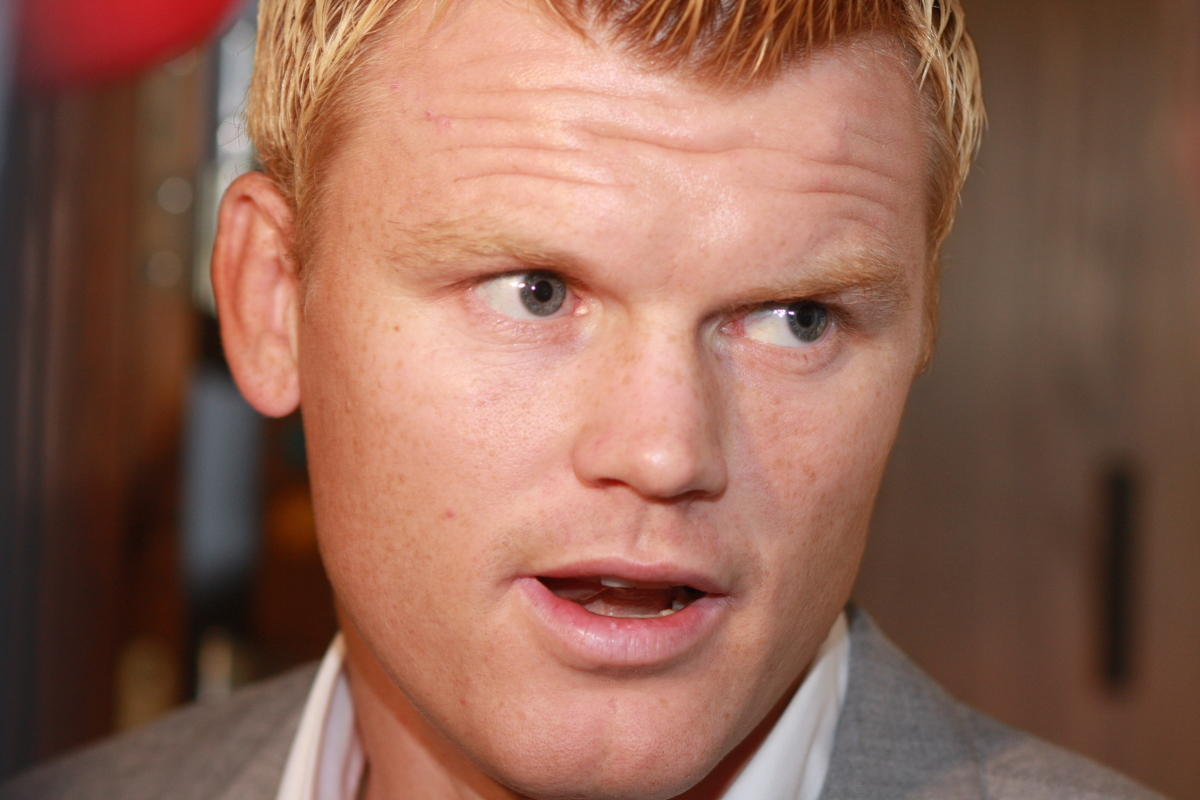
John Arne Riise este cel mai selecționat jucător din istoria Norvegiei, cu 110 selecții la activ

Still active players are highlighted

### Cele mai multe prezențe
| #  | Jucător               | Perioada  | Meciuri |
| -- | --------------------- | --------- | ------- |
| 1  | John Arne Riise       | 2000–2013 | 110     |
| 2  | Thorbjørn Svenssen    | 1947–1962 | 104     |
| 3  | Henning Berg          | 1992–2004 | 100     |
| 4  | Erik Thorstvedt       | 1982–1996 | 97      |
| 5  | John Carew            | 1998–2011 | 91      |
| 5  | Brede Hangeland       | 2002–2014 | 91      |
| 7  | Øyvind Leonhardsen    | 1990–2003 | 86      |
| 8  | Kjetil Rekdal         | 1987–2000 | 83      |
| 8  | Morten Gamst Pedersen | 2004–2014 | 83      |
| 10 | Steffen Iversen       | 1998–2011 | 79      |

Last updated: 9 September 2014
Source: RSSSF.no

### Topul maractorilor

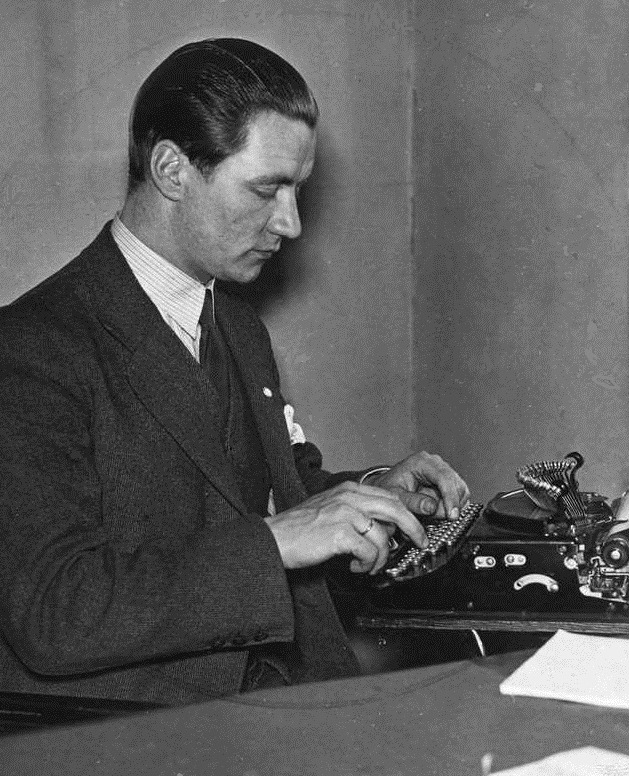
Jørgen Juve este golgheterul naționalei Norvegiei cu 33 de goluri

| #  | Jucător             | Perioada  | Goluri | Meciuri | Media |
| -- | ------------------- | --------- | ------ | ------- | ----- |
| 1  | Jørgen Juve         | 1928–1937 | 33     | 45      | 0.73  |
| 2  | Einar Gundersen     | 1917–1928 | 26     | 33      | 0.79  |
| 3  | Harald Hennum       | 1949–1960 | 25     | 43      | 0.58  |
| 4  | John Carew          | 1998–2011 | 24     | 91      | 0.26  |
| 5  | Ole Gunnar Solskjær | 1995–2007 | 23     | 67      | 0.34  |
| 5  | Tore André Flo      | 1995–2004 | 23     | 76      | 0.30  |
| 7  | Gunnar Thoresen     | 1946–1959 | 22     | 64      | 0.34  |
| 8  | Steffen Iversen     | 1998–2011 | 21     | 79      | 0.27  |
| 9  | Jan Åge Fjørtoft    | 1986–1996 | 20     | 71      | 0.28  |
| 10 | Odd Iversen         | 1967–1979 | 19     | 45      | 0.42  |
| 10 | Olav Nilsen         | 1962–1971 | 19     | 62      | 0.31  |
| 10 | Øyvind Leonhardsen  | 1990–2003 | 19     | 86      | 0.22  |

Last updated: 9 September 2014
Source: RSSSF.no

## Antrenori
Actualizat la 12 iunie 2015.
| Antrenor                                   | Naționalitate | Perioada                               | M  | V  | E  | Î  | GM  | GP  | Note |
| ------------------------------------------ | ------------- | -------------------------------------- | -- | -- | -- | -- | --- | --- | --- |
| Willibald Hahn                             | Austria       | 1 august 1953 – 31 decembrie 1955      | 26 | 7  | 7  | 12 | 28  | 42  | |
| Ron Lewin                                  | Anglia        | 1 ianuarie 1956 – 31 decembrie 1957    | 17 | 5  | 4  | 8  | 25  | 38  | |
| Edmund Majowski                            | Polonia       | 1 ianuarie 1958 – 15 septembrie 1958   | 5  | 3  | 1  | 1  | 10  | 8   | |
| Ragnar Larsen                              | Norvegia      | 16 septembrie 1958 – 31 decembrie 1958 | 1  | 0  | 0  | 1  | 1   | 4   | |
| Kristian Henriksen                         | Norvegia      | 1 ianuarie 1959 – 31 decembrie 1959    | 10 | 3  | 0  | 7  | 15  | 29  | |
| Wilhelm Kment                              | Austria       | 1 ianuarie 1960 – 15 august 1962       | 20 | 6  | 2  | 12 | 32  | 45  | |
| Ragnar Larsen                              | Norvegia      | 16 august 1962 – 31 decembrie 1966     | 33 | 11 | 7  | 15 | 47  | 74  | |
| Wilhelm Kment                              | Austria       | 1 ianuarie 1967 – 31 decembrie 1969    | 25 | 9  | 3  | 13 | 39  | 61  | |
| Øivind Johannessen                         | Norvegia      | 1 ianuarie 1970 – 31 decembrie 1971    | 17 | 4  | 2  | 11 | 18  | 43  | |
| George Curtis                              | Anglia        | 1 ianuarie 1972 – August 1974          | 17 | 4  | 2  | 11 | 18  | 43  | |
| Kjell Schou-Andreassen and Nils Arne Eggen | Norvegia      | august 1974 – 31 decembrie 1977        | 27 | 6  | 4  | 17 | 26  | 52  | |
| Tor Røste Fossen                           | Norvegia      | 1 ianuarie 1978 – 30 iunie 1987        | 94 | 28 | 28 | 38 | 96  | 119 | |
| Tord Grip                                  | Suedia        | 1 iulie 1987 – 30 iunie 1988           | 7  | 0  | 4  | 3  | 3   | 7   | |
| Ingvar Stadheim                            | Norvegia      | 1 iulie 1988 – 10 octombrie 1990       | 24 | 5  | 8  | 11 | 32  | 37  | |
| Egil Olsen                                 | Norvegia      | 11 octombrie 1990 – 30 iunie 1998      | 88 | 46 | 26 | 16 | 168 | 63  | Faza grupelor la Campionatul Mondial de Fotbal 1994 Optimi de finală la Campionatul Mondial de Fotbal 1998 |
| Nils Johan Semb                            | Norvegia      | 1 iulie 1998 – 31 decembrie 2003       | 68 | 29 | 21 | 18 | 89  | 61  | Faza grupelor la Euro 2000                                                                                 |
| Åge Hareide                                | Norvegia      | 1 ianuarie 2004 – 8 decembrie 2008     | 58 | 24 | 18 | 16 | 88  | 65  | |
| Egil Olsen                                 | Norvegia      | 14 ianuarie 2009 – 27 septembrie 2013  | 48 | 25 | 8  | 15 | 62  | 46  | |
| Per-Mathias Høgmo                          | Norvegia      | 27 septembrie 2013 –                   | 19 | 4  | 6  | 9  | 14  | 28  | |

## Rezultate all-time
Rezultatele internaționale all-time ale Norvegiei, actualizat la 16 noiembrie 2014.
| Adversar                   | Meciuri | Victorii | Egaluri* | Înfrângeri | GM   | GP   | GD   | % victorii |
| -------------------------- | ------- | -------- | -------- | ---------- | ---- | ---- | ---- | ---------- |
| Albania                    | 4       | 1        | 2        | 1          | 5    | 5    | 0    | 25%        |
| Argentina                  | 2       | 2        | 0        | 0          | 3    | 1    | +2   | 100%       |
| Armenia                    | 2       | 1        | 1        | 0          | 4    | 1    | +3   | 50%        |
| Australia                  | 2       | 0        | 1        | 1          | 2    | 3    | -1   | 0%         |
| Austria                    | 11      | 3        | 1        | 7          | 12   | 21   | -9   | 27%        |
| Azerbaidjan                | 3       | 3        | 1        | 0          | 7    | 0    | +7   | 100%       |
| Bahrain                    | 1       | 1        | 0        | 0          | 1    | 0    | +1   | 100%       |
| Belarus                    | 6       | 3        | 2        | 1          | 9    | 4    | +5   | 50%        |
| Belgia                     | 8       | 0        | 3        | 5          | 6    | 14   | -8   | 0%         |
| Insulele Bermude           | 2       | 2        | 0        | 0          | 6    | 1    | +5   | 100%       |
| Bosnia și Herțegovina      | 4       | 2        | 0        | 2          | 5    | 3    | +2   | 50%        |
| Brazilia                   | 4       | 2        | 2        | 0          | 8    | 5    | +3   | 50%        |
| Bulgaria                   | 15      | 3        | 5        | 7          | 14   | 30   | -16  | 20%        |
| Camerun                    | 1       | 1        | 0        | 0          | 6    | 1    | +5   | 100%       |
| Chile                      | 1       | 0        | 1        | 0          | 0    | 0    | 0    | 0%         |
| China                      | 1       | 1        | 0        | 0          | 2    | 1    | +1   | 100%       |
| Columbia                   | 1       | 0        | 1        | 0          | 0    | 0    | 0    | 0%         |
| Costa Rica                 | 2       | 1        | 1        | 0          | 1    | 0    | +1   | 50%        |
| Croația                    | 3       | 0        | 1        | 2          | 3    | 5    | -2   | 0%         |
| Cipru                      | 9       | 9        | 0        | 0          | 24   | 4    | +20  | 100%       |
| Cehoslovacia               | 5       | 0        | 1        | 4          | 5    | 13   | -8   | 0%         |
| Cehia                      | 6       | 1        | 2        | 3          | 6    | 7    | -1   | 16%        |
| Danemarca                  | 90      | 21       | 15       | 54         | 107  | 229  | -121 | 23%        |
| Germania de Est            | 9       | 1        | 2        | 6          | 8    | 15   | -7   | 11%        |
| Egipt                      | 6       | 3        | 3        | 0          | 7    | 2    | +5   | 50%        |
| Anglia                     | 16      | 4        | 4        | 8          | 14   | 33   | -18  | 27%        |
| Estonia                    | 6       | 4        | 1        | 1          | 16   | 5    | +11  | 66%        |
| Insulele Feroe             | 2       | 2        | 0        | 0          | 9    | 0    | +9   | 100%       |
| Finlanda                   | 65      | 40       | 16       | 9          | 179  | 81   | +98  | 62%        |
| Franța                     | 16      | 4        | 4        | 8          | 16   | 24   | -8   | 25%        |
| Georgia                    | 3       | 3        | 0        | 0          | 6    | 1    | +5   | 100%       |
| Germania                   | 13      | 2        | 4        | 7          | 11   | 25   | -14  | 15%        |
| Ghana                      | 1       | 1        | 0        | 0          | 3    | 2    | +1   | 100%       |
| Grecia                     | 8       | 2        | 2        | 4          | 9    | 11   | -2   | 28%        |
| Grenada                    | 1       | 1        | 0        | 0          | 2    | 1    | +1   | 100%       |
| Guatemala                  | 1       | 1        | 0        | 0          | 3    | 1    | +2   | 100%       |
| Honduras                   | 1       | 1        | 0        | 0          | 3    | 1    | +2   | 100%       |
| Ungaria                    | 20      | 7        | 6        | 7          | 26   | 35   | -9   | 35%        |
| Islanda                    | 32      | 18       | 6        | 8          | 58   | 31   | +27  | 56%        |
| Israel                     | 2       | 1        | 0        | 1          | 2    | 2    | 0    | 50%        |
| Italia                     | 16      | 3        | 4        | 9          | 12   | 20   | -8   | 18%        |
| Jamaica                    | 2       | 1        | 1        | 0          | 7    | 1    | +6   | 50%        |
| Japonia                    | 1       | 1        | 0        | 0          | 3    | 0    | +3   | 100%       |
| Iordania                   | 1       | 0        | 1        | 0          | 0    | 0    | 0    | 0%         |
| Kuweit                     | 3       | 0        | 2        | 1          | 3    | 4    | -1   | 0%         |
| Letonia                    | 2       | 1        | 0        | 1          | 3    | 4    | -1   | 50%        |
| Lituania                   | 2       | 2        | 0        | 0          | 2    | 0    | +2   | 100%       |
| Luxemburg                  | 11      | 8        | 1        | 2          | 24   | 9    | +15  | 73%        |
| Macedonia de Nord          | 3       | 2        | 1        | 0          | 4    | 1    | +3   | 67%        |
| Malta                      | 9       | 7        | 2        | 0          | 24   | 3    | +18  | 77%        |
| Mexic                      | 6       | 2        | 1        | 3          | 8    | 11   | -3   | 33%        |
| Republica Moldova          | 5       | 4        | 1        | 0          | 6    | 1    | +5   | 80%        |
| Muntenegru                 | 2       | 1        | 0        | 1          | 3    | 4    | -1   | 50%        |
| Maroc                      | 1       | 0        | 1        | 0          | 2    | 2    | 0    | 0%         |
| Țările de Jos              | 20      | 5        | 6        | 9          | 27   | 44   | -17  | 25%        |
| Noua Zeelandă              | 1       | 1        | 0        | 0          | 3    | 0    | +3   | 100%       |
| Nigeria                    | 1       | 0        | 1        | 0          | 2    | 2    | 0    | 0%         |
| Coreea de Nord             | 1       | 1        | 0        | 0          | 3    | 0    | +3   | 100%       |
| Irlanda de Nord            | 7       | 6        | 0        | 1          | 18   | 7    | +11  | 86%        |
| Oman                       | 1       | 1        | 0        | 0          | 2    | 1    | +1   | 100%       |
| Paraguay                   | 1       | 0        | 1        | 0          | 2    | 2    | 0    | 0%         |
| Polonia                    | 21      | 4        | 3        | 14         | 26   | 60   | -34  | 18%        |
| Portugalia                 | 10      | 1        | 2        | 7          | 5    | 15   | -10  | 10%        |
| Qatar                      | 2       | 2        | 0        | 0          | 8    | 1    | +7   | 100%       |
| Republica Irlanda          | 20      | 4        | 9        | 7          | 21   | 30   | -9   | 20%        |
| România                    | 11      | 2        | 5        | 4          | 7    | 11   | -4   | 18%        |
| Rusia                      | 4       | 1        | 3        | 0          | 6    | 5    | +1   | 25%        |
| Saar                       | 2       | 0        | 1        | 1          | 2    | 3    | -1   | 0%         |
| San Marino                 | 2       | 2        | 0        | 0          | 12   | 0    | +12  | 100%       |
| Arabia Saudită             | 1       | 1        | 0        | 0          | 6    | 0    | +6   | 100%       |
| Scoția                     | 17      | 3        | 6        | 8          | 18   | 27   | -9   | 17%        |
| Senegal                    | 1       | 0        | 0        | 1          | 1    | 2    | -1   | 0%         |
| Serbia                     | 1       | 0        | 1        | 0          | 1    | 1    | 0    | 0%         |
| Serbia și Muntenegru       | 1       | 1        | 0        | 0          | 1    | 0    | +1   | 50%        |
| Singapore                  | 1       | 1        | 0        | 0          | 5    | 2    | +3   | 100%       |
| Slovacia                   | 2       | 2        | 0        | 0          | 3    | 0    | +3   | 100%       |
| Slovenia                   | 7       | 5        | 1        | 1          | 14   | 7    | +7   | 71%        |
| Africa de Sud              | 3       | 2        | 0        | 1          | 3    | 2    | +1   | 67%        |
| Coreea de Sud              | 5       | 2        | 1        | 2          | 8    | 6    | +2   | 40%        |
| Uniunea Sovietică          | 12      | 0        | 2        | 10         | 4    | 26   | -22  | 0%         |
| Spania                     | 6       | 1        | 1        | 4          | 2    | 9    | -7   | 17%        |
| Suedia                     | 105     | 24       | 22       | 59         | 143  | 272  | -129 | 22%        |
| Elveția                    | 21      | 8        | 6        | 7          | 26   | 21   | +5   | 38%        |
| Thailanda                  | 2       | 2        | 0        | 0          | 8    | 0    | +8   | 100%       |
| Trinidad și Tobago         | 1       | 0        | 0        | 1          | 2    | 3    | -1   | 0%         |
| Tunisia                    | 2       | 1        | 1        | 0          | 2    | 1    | +1   | 50%        |
| Turcia                     | 11      | 3        | 4        | 4          | 16   | 12   | +4   | 27%        |
| Emiratele Arabe Unite      | 3       | 1        | 2        | 0          | 5    | 2    | +3   | 50%        |
| Statele Unite ale Americii | 5       | 2        | 1        | 2          | 14   | 8    | +6   | 40%        |
| Ucraina                    | 5       | 0        | 1        | 4          | 0    | 5    | -5   | 0%         |
| Uruguay                    | 2       | 1        | 1        | 0          | 3    | 2    | +1   | 50%        |
| Țara Galilor               | 12      | 4        | 4        | 4          | 15   | 17   | -2   | 33%        |
| Germania de Vest           | 9       | 2        | 1        | 6          | 9    | 25   | -16  | 22%        |
| Iugoslavia                 | 13      | 2        | 1        | 10         | 15   | 29   | -14  | 16%        |
| Zambia                     | 1       | 0        | 1        | 0          | 0    | 0    | 0    | 0%         |
| Total                      | 801     | 280      | 189      | 332        | 1174 | 1343 | -169 | 35%        |